# Eagle (logiciel de cybersurveillance)
Pour les articles homonymes, voir Eagle.
Eagle est un système automatisé d'écoute, de surveillance et d'interception des communications électroniques à l'échelle d'une nation, conçu et vendu par la société Amesys, filiale de Bull. La société Qosmos aurait également participé au projet jusqu'en septembre 2008, avant d'être remplacée en 2009 par la société allemande Ipoque.
En 2013, le système Eagle est cédé à la société Nexa Technologies – dont le CEO Stéphane Salies est actionnaire de Crescendo Industries et ancien dirigeant de Bull, Amesys et I2E Technologies  – puis renommé en Cerebro.
Ce système, grâce à une technologie controversée appelée DPI (Deep Packet Inspection), serait capable de reconnaître plus de 300 protocoles réseaux différents, selon son fabricant. Il peut ainsi intercepter et analyser les courriels, la voix sur IP, le clavardage, le trafic HTTP, les requêtes dans les moteurs de recherche et les fichiers transférés.
De plus, des modules complémentaires peuvent lui être ajoutés afin d'étendre ses capacités, tels que la transcription de la voix en texte, la traduction automatique, la géolocalisation des appels téléphoniques, l'analyse sémantique, la détection de sujets-clés, la reconnaissance vocale d'interlocuteur, etc.
Lors de la vente du système à l'étranger, plusieurs noms de code ont été employés pour désigner les contrats, en fonction des pays clients : « Candy » pour la Libye,  « Crocodile » pour le Gabon, « Finger » pour le Qatar, « Kinder » pour l'Arabie saoudite, « Miko » pour le Kazakhstan, « Oasis » pour Dubaï et « Pop Corn » pour le Maroc,.
Selon Le Figaro, une version du système Eagle est utilisée en France depuis 2009.